# Haringi
Haringi (o Suvamavati) és un riu de Karnataka, que rega l'altipla situat al nord de la regió de Coorg. Desaigua al riu Cauvery o Kaveri a Kudige, a uns 5 km al nord de Fraserpet.